# クール教信者
クール教信者（クールきょうしんじゃ、6月23日 - ）は、日本の漫画家・漫画原作者。別名義に「来木 要」、「クールたん」。

## 来歴・人物
かつてはアンソロジーコミックスなどを手掛けていたが、2007年（平成19年）ごろより漫画投稿サイト「新都社」への作品投稿を開始し、2011年（平成23年）には、自身の公式サイトで発表していた『旦那が何を言っているかわからない件』が一迅社より単行本化される。翌2012年（平成24年）からは『小森さんは断れない!』、2013年（平成25年）からは『小林さんちのメイドラゴン』の発表を皮切りに、商業誌での連載作品を複数持つようになる。また、上記で述べた3作品は全てTVアニメ化されている。
2021年7月には、異例ともいえる3作同時期にアニメ化がされ、前述の『小林さんちのメイドラゴン』の第2期『小林さんちのメイドラゴンS』、原作を務めている『ピーチボーイリバーサイド』、作画を務めている『平穏世代の韋駄天達』の3作が放送された。

## 作品リスト

### 漫画作品

#### 連載
- ピーチボーイリバーサイド（『週刊ヤングVIP』2008年 - ）
  - リメイク版（作画：ヨハネ、『少年マガジンR』2015年3号[4] - 2023年2月号[5]→「月マガ基地」2015年2月14日[4] - 2024年7月9日） - 原作提供。
- 旦那が何を言っているかわからない件（作者自身のWebサイト、pixiv上で無料公開）
- 小森さんは断れない!（『まんがタイムオリジナル』2012年4月号 - 2025年5月号[6]）
- おじょじょじょ（『まんがライフ』2012年12月号[7] - 2017年6月号[8]）
- 滅子に夜露死苦（『月刊ComicREX』2013年4月号[9] - 2015年11月号）
- ホロビクラブ（『もっと!』Vol.2〈2013年〉 - Vol.7〈2014年〉） - 『ホロビクラブ〜クール教信者短編集〜』に収録。
- 小林さんちのメイドラゴン（『月刊アクション』2013年7月号〈創刊号〉[10] - 2024年4月号〈休刊〉→『漫画アクション』[11]2024年8号 - 連載中）
- チチチチ（『ヤングチャンピオン烈』2013年Vol.11[12] - 連載中）
- ぱらのいあけ〜じ（『comicアンスリウム』2014年1月号 - 連載中）
- さび抜きカノジョ（『Febri』掲載）
- もののけ◇しぇありんぐ（『ヤングマガジンサード』2015年Vol.2[13] - 2017年）
- ふるまぷら（『コミック電撃だいおうじ』Vol.17〈2015年〉[14] - Vol.38〈2016年〉）
- ふくまでん（『チャンピオンRED』2016年7月号[15] - 2019年9月号） - 雑誌掲載時のみ「来木要」名義。
- でぃおてぃまにゅある 〜神様たちの恋愛代行〜（作画：ヤス、『月刊ComicREX』2017年5月号[16] - 2019年3月号[17]）
- 平穏世代の韋駄天達（原作：天原、『ヤングアニマル』2018年17号[18] - 2024年16号[19]）
- ふたりぼっちのオタサーの姫（『週刊ヤングジャンプ』2020年22・23合併号[20] - 2022年39号[21]）

#### 読み切り
- うさぎのフラウ（『月刊チャンピオンRED』2013年7月号[22]） - 『ホロビクラブ〜クール教信者短編集〜』に収録。
- ある時の二人（『まんがタイムきらら☆マギカ』vol.12、芳文社） - 号替わりゲストアンソロジー。
- 最後のしつもん（『キングオブギャグ4コマ』2015年） - 4コマアンソロジー寄稿作品。
- キリのいいところで。（『月刊チャンピオンRED』2016年2月号[23] - 6月号[24]） - 『ホロビクラブ〜クール教信者短編集〜』に収録。
- 『イジらないで、長瀞さん』のアンソロジー寄稿作品（原作：ナナシ、『イジらないで、長瀞さん』3巻特装版付属小冊子『長瀞さんを、イジりたいっ！』、2018年[25]）
- ミーシャとトレーニング（原作：中村カンコ、『うちのメイドがウザすぎる！ 公式アンソロジー』2018年[26]） - 『うちのメイドがウザすぎる！』のアンソロジー寄稿作品。
- ふたりぼっちのオタサーの姫（『週刊ヤングジャンプ』2019年28号[27]）
- リベンジ催眠術（原作：アズ、『手品先輩 コミックアンソロジー』2019年） - 『手品先輩』のアンソロジー寄稿作品。
- 『異種族レビュアーズ』のアンソロジー寄稿作品（『異種族レビュアーズコミックアンソロジー 〜ダークネス〜』2020年[28]）
- 『上野さんは不器用』のアンソロジー寄稿作品（原作：tugeneko、『上野さんは不器用』7巻限定版付属公式アンソロジー小冊子『上野本2』、2020年[29]）
- 『生徒会にも穴はある!』1巻発売記念4コマ企画寄稿作品（原作：むちまろ、『週刊少年マガジン』2022年42号[30]）
- お兄ちゃんの肩はおしまい（原作：ねことうふ、『お兄ちゃんはおしまい！ 公式アンソロジーコミック』2巻、2022年） - 『お兄ちゃんはおしまい！』のアンソロジー寄稿作品。口絵イラストも寄稿。
- お兄ちゃんの筋肉はおしまい（原作：ねことうふ、『お兄ちゃんはおしまい！ 公式アンソロジーコミック』3巻、2023年） - 『お兄ちゃんはおしまい！』のアンソロジー寄稿作品。
- 『死役所』のアンソロジー寄稿作品（原作：あずみきし、『月刊コミックバンチ』2023年11月号付録『死役所公式アンソロジー』[31]）
- ヤニねこ 第2巻寄稿漫画（2023年）
- お兄ちゃんの乳離れはおしまい（原作：ねことうふ、『お兄ちゃんはおしまい！ 公式アンソロジーコミック』4巻、2023年） - 『お兄ちゃんはおしまい！』のアンソロジー寄稿作品。
- 『宇崎ちゃんは遊びたい！』のアンソロジー寄稿作品（原作：丈、『宇崎ちゃんは遊びたい！ If 宇崎家コミックアンソロジー』2023年[32]）
- 女の子チェッカーでおしまい（原作：ねことうふ、『お兄ちゃんはおしまい！ 公式アンソロジーコミック』5巻、2024年） - 『お兄ちゃんはおしまい！』のアンソロジー寄稿作品。
- 最後の夏とメイドさん（『クールなメイドさんにねっとり甘やかされちゃうアンソロジーコミック』2025年[33]） - アンソロジー寄稿作品、カバーイラストも担当。
- お兄ちゃんはおしいれにおしまい（原作：ねことうふ、『お兄ちゃんはおしまい！ 公式アンソロジーコミック』6巻、2025年） - 『お兄ちゃんはおしまい！』のアンソロジー寄稿作品。

### 書籍
- 『旦那が何を言っているかわからない件』、一迅社、2011年 - 刊行中、既刊5巻（2015年8月4日現在）
- 『小森さんは断れない!』、芳文社〈まんがタイムコミックス〉2013年 - 2025年、全13巻
- 『おじょじょじょ』、竹書房〈バンブーコミックス〉2013年 - 2017年、全4巻
  1. 2013年9月6日発売[34][35]、ISBN 978-4-8124-8401-2
  2. 2014年10月7日発売[36]、ISBN 978-4-8019-5001-6
  3. 2016年5月20日発売[37]、ISBN 978-4-8019-5528-8
  4. 2017年7月12日発売[38][39]、ISBN 978-4-8019-5989-7
- 『小林さんちのメイドラゴン』、双葉社〈アクションコミックス〉2014年 - 刊行中、既刊17巻（2025年6月12日現在）
- 『滅子に夜露死苦』、一迅社〈REXコミックス〉2014年 - 2016年、全2巻
  1. 2014年6月27日発売[40]、ISBN 978-4-7580-6443-9
  2. 2016年1月27日発売[41]、ISBN 978-4-7580-6566-5
- 『さび抜きカノジョ』一迅社、2014年11月5日発売[42]、ISBN 978-4-7580-1408-3
- 『チチチチ』、秋田書店〈ヤングチャンピオン烈コミックス〉2015年 - 刊行中、既刊7巻（2024年5月20日現在）
- 『ぱらのいあけ〜じ』、ジーオーティー〈キャノプリCOMICS〉2015年 - 刊行中、既刊7巻（2025年2月28日現在）
  1. 2015年7月31日発売[43][44]、ISBN 978-4-86084-975-7
  2. 2017年1月31日発売[45]、ISBN 978-4-81480-017-9
  3. 2018年10月31日発売[46]、ISBN 978-4-81480-126-8
    - （ドラマCD付限定版）同日発売[47]

  4. 2020年3月31日発売[48]、ISBN 978-4-82360-038-8
  5. 2021年9月30日発売[49]、ISBN 978-4-82360-220-7
  6. 2023年2月28日発売[50]、ISBN 978-4-82360-440-9
  7. 2025年2月28日発売[51]、ISBN 978-4-82360-830-8

- 『もののけ◇しぇありんぐ』、講談社〈KDデラックス ヤングマガジン〉2015年 - 2017年、全4巻
- 『ピーチボーイリバーサイド』、作画：ヨハネ、講談社〈講談社コミックス〉2016年 - 2024年、全16巻
- 『ふるまぷら』、KADOKAWA / アスキー・メディアワークス〈電撃コミックスNEXT〉2016年 - 2017年、全2巻
  1. 2016年2月27日発売[52][53]、ISBN 978-4-04-865719-8
  2. 2017年1月27日発売[54]、ISBN 978-4-04-892570-9
- 『ホロビクラブ〜クール教信者短編集〜』秋田書店〈チャンピオンREDコミックス〉、2016年7月20日発売[55]、ISBN 978-4-253-23447-4、短編集
- 『でぃおてぃまにゅある 〜神様たちの恋愛代行〜』、作画：ヤス、一迅社〈REXコミックス〉2018年 - 2019年、全3巻
  1. 2018年5月26日発売[56][57]、ISBN 978-4-7580-6735-5
  2. 2018年6月27日発売[58]、ISBN 978-4-7580-6744-7
  3. 2019年3月27日発売[59]、ISBN 978-4-7580-6795-9
- 『平穏世代の韋駄天達』、原作：天原、白泉社〈ヤングアニマルコミックス〉2019年 - 2024年、全9巻
- 『ふくまでん』秋田書店〈チャンピオンREDコミックス〉、2019年11月20日発売[60]、ISBN 978-4-253-23757-4
- 『ふたりぼっちのオタサーの姫』、集英社〈ヤングジャンプコミックス〉2021年 - 2022年、全5巻
  1. 2021年1月19日発売[61][62]、ISBN 978-4-08-891797-9
  2. 2021年5月19日発売[63]、ISBN 978-4-08-891897-6
  3. 2021年11月19日発売[64]、ISBN 978-4-08-892106-8
  4. 2022年5月18日発売[65]、ISBN 978-4-08-892296-6
  5. 2022年10月19日発売[66]、ISBN 978-4-08-892473-1

### その他
- グリザイアの果実（テレビアニメ、2014年）第1話提供イラスト
- ご注文はうさぎですか？（テレビアニメ、2015年）TOKYO MX再放送版第10話エンドカードイラスト
- 三者三葉（テレビアニメ、2016年）第10話エンドカードイラスト
- つぐもも（テレビアニメ、2017年）第7話エンドカードイラスト
- メイドインアビス（テレビアニメ、2017年）第11話エンドカードイラスト
- すのはら荘の管理人さん（テレビアニメ、2018年）第9話エンドカードイラスト
- うちのメイドがウザすぎる!（テレビアニメ、2018年）第2話エンドカードイラスト
- 継つぐもも（テレビアニメ、2020年）第6話エンドカードイラスト
- 月曜日のたわわ2（Webアニメ、2021年）第10話エンドカードイラスト
- 僕の心のヤバイやつ 応援イラスト（アニメ公式Twitter公開[67]、2023年4月27日[67]）